# Valsequillo de Gran Canaria
Valsequillo de Gran Canaria est une commune de la communauté autonome des Îles Canaries en Espagne. Elle est située au nord-est de l'île de Grande Canarie dans la province de Las Palmas.

## Géographie

### Localisation

Localisation de l'île de Grande Canarie dans les Îles Canaries.
Localisation de Valsequillo de Gran Canaria dans l'île de Grande Canarie.

|                   | Santa Brígida               | Telde   |
| Vega de San Mateo | Valsequillo de Gran Canaria | Telde   |
|                   | San Bartolomé de Tirajana   | Ingenio |

### Transports
- GC-1

## Démographie
| Année | Population | Densité   |
| ----- | ---------- | --------- |
| 1991  | 6.374      | 162,8/km² |
| 1996  | 7.796      | 199,1/km² |
| 1998  | 7.710      | 196,9/km² |
| 1999  | 7.905      | 201,9/km² |
| 2000  | 8.049      | 205,6/km² |
| 2001  | 8.139      | 207,9/km² |
| 2002  | 8.311      | 212,3/km² |
| 2003  | 8.381      | 214,1/km² |
| 2004  | 8.498      | 217,1/km² |
| 2005  | 8.659      | 221,2/km² |
| 2006  | 8.583      | 219,2/km² |
| 2007  | 8.853      | 226,1/km² |
| 2008  | 8.987      | 229,6/km² |
| 2009  | 9.067      | 231,6/km² |